# Moere
Moere is een dorp in de Belgische provincie West-Vlaanderen en een deelgemeente van de stad Gistel, het was een zelfstandige gemeente tot aan de gemeentelijke herindeling van 1971. Moere ligt in De Polders. Het "Moere Blote" en het "Nieuwland" vormen de laagst gelegen gebieden van Gistel. Het grondgebied wordt ten noorden begrensd door het Groot Geleed, ten zuiden en ten oosten door de Moerdijkvaart. In het oosten van Moere, op de grens met Eernegem, waar de Torhoutsebaan de Moerdijkvaart dwarst, ligt het gehuchtje Moerdijk.

## Geschiedenis
In de 4e eeuw vonden er overstromingen plaats waarbij ten zuiden van de dekzandrug een moerasgebied ontstond. Dit moerasgebied werd ingepolderd in de middeleeuwen maar bleef een laaggelegen gebied met een hoogte van ongeveer 2,5 meter. In 1127 werd de plaatsnaam voor het eerst vermeld in het Charterboek van Bergues. Omstreeks 1240 werd Moere een zelfstandige parochie en werd een kerk gebouwd, waarvan het patronaatsrecht berustte bij de Sint-Andriesabdij. Ook de Abdij Onze-Lieve-Vrouw Ten Duinen was actief in de streek. Vanaf de 13e eeuw werden door de monniken van deze abdij, middels het graven van talrijke waterlopen, de Nieuwlandpolders drooggelegd. Deze werden vanaf de 16e eeuw bewoond.
In 1582 werd, tijdens de godsdiensttwisten, de kerk van Moere geplunderd. 
In 1882 vestigden de zusters uit Eernegem zich in het dorp, om katholiek onderricht aan meisjes te geven.
Tijdens de Eerste Wereldoorlog werd het grote Lange Max kanon opgesteld nabij Moere in Koekelare.
Daar waar er vroeger veel aan ambachtswerk en aan landbouw werd gedaan, is Moere tegenwoordig vooral een woondorp. Sinds 1971 is Moere een deelgemeente van Gistel. Het vroegere gemeentehuis bevond zich in de Molenstraat en werd gesloopt om er het nieuwe jeugdhuis, de stripotheek en de plaatselijke jeugdbeweging (+13 Moere) een nieuwe stek te geven.
Typisch zijn nog altijd de kasseistenen in de dorpskom (Provincieweg), die binnen afzienbare tijd verwijderd zullen worden, wegens grote niveauverschillen in het wegdek. Er was een tijd dat Moere 61 herbergen kende, waarvan er nu nog maar één overblijft (Molenhof).

## Demografische ontwikkeling
- Bronnen:NIS, Opm:1831 tot en met 1970=volkstellingen

## Bezienswaardigheden

### Sint-Niklaaskerk

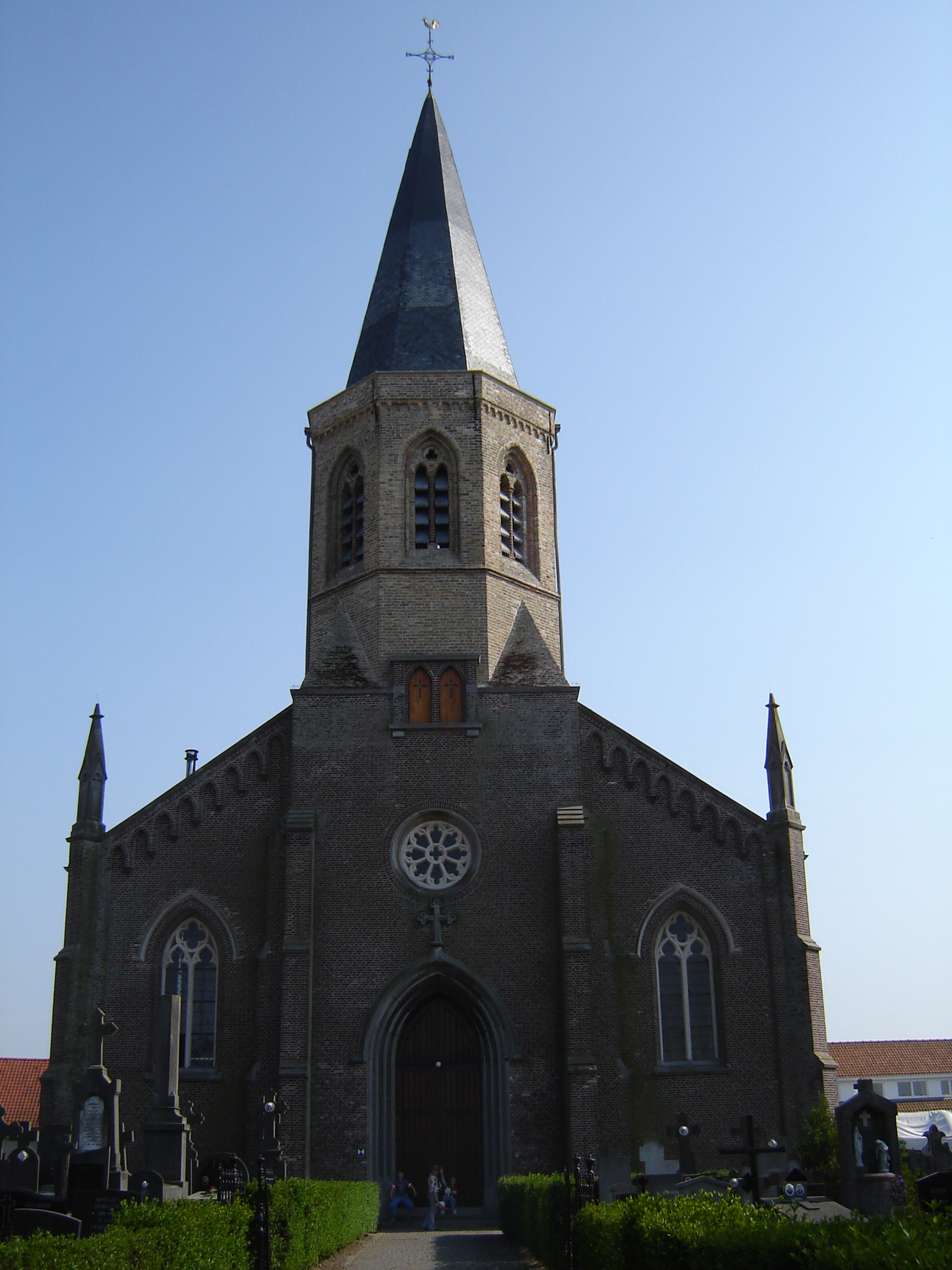
Sint-Niklaaskerk

Te midden van een ommuurd kerkhof dat afgeboord is met knotlinden bevindt zich de beschermde Sint-Niklaaskerk. Dit neogotische kerkgebouw werd van 1858 tot 1860 gebouwd op de plaats van de vroegere kruiskerk. De achthoekige toren is hier nog een restant van en stamt uit de dertiende eeuw en is in 2001 gerestaureerd. Bemerk ook het typisch gotische roosvenster en de pinakels aan de noordgevel van het gebouw. Aan de zijgevel merken we onder een luifel een negentiende-eeuwse Christuscorpus op in dennenhout.
In de rechterbeuk bevindt zich een neogotisch altaar, toegewijd aan St. Petrus. Het altaar in de linkerbeuk is toegewijd aan Onze Lieve Vrouw-Onbevlekt-Ontvangen. Merk op dit altaar, tussen de andere vrouwelijke heiligen, de afbeelding van de heilige Godelieve op. Boven het orgel hangt een immens schilderij geschilderd door Joseph van Severdonck, van Brussel "verrezen Christus met kruis en wimpel" (1864). We zien Christus die met een vaandel ten hemelen verrijst en omringd wordt door een gouden gloed.

#### Van Peteghemorgel
In de St-Niklaaskerk van Moere bevindt zich een zogeheten Van Peteghem-orgel. Dit orgel werd in 1776 gebouwd door vader en zoon Van Peteghem, een bekend orgelbouwergeslacht uit Gent. Hoogstwaarschijnlijk werd de kas door een lokale schrijnwerker vervaardigd. Tijdens de bouw van de nieuwe kerk werd het orgel in de centrale toren geplaatst. Later werd het verplaatst naar het koor. Het orgel van Moere is een van de weinige resterende van dit type in West-Vlaanderen, want vele instrumenten in het zuiden van de provincie gingen verloren tijdens de Eerste Wereldoorlog. Het orgel in Moere is beschermd als monument. Het werd dan ook gerestaureerd met onder andere een reconstructie van het klavier, het pijpwerk werd gereinigd en hersteld. De frontpijpen werden ontdaan van hun verflaag en het snijwerk werd hersteld.

### Mariakapellen
Moere telt meerdere historische kapellen toegewijd aan de Heilige maagd. Deze bevinden zich voornamelijk in de Moerdijkstraat, Beekstraat en de Provincieweg. Ter hoogte van Provincieweg 172 vinden we een witgeschilderde kapel, met rood omriemde omlijsting daterend uit de 19e eeuw. In de Beekstraat vinden we dan weer de 20e-eeuwse moderne kapel "style Corbusier" (1957) door architect Vandenberghe. Deze kapel "O.L.V. van de Vrede" werd in 2009 geheel gerestaureerd en in een hedendaagse grijstint geschilderd. Het parkje eromheen werd ook heraangelegd.

### Wijken
Naast Moere-dorp kent Moere nog enkele wijkjes:
- Doeveren: Verwijst naar de oevers van de Moerdijkbeek die Moere van Koekelare scheidt.
- Moerdijk: Wijk grenzend aan Eernegem met het oude station en het huis waar Marvin Gaye ooit een tijdje verbleef.
- de "Nieuwe" wijk: rond de Pastoor A. Vanheestraat.
- Het Moere-"Blote": verwijst naar het feit dat hier geen houtachtige gewassen groeien. Het zicht is dan ook bijna onbelemmerd. Het landschap wordt doorkruist met geleden, insnijdingen die de zee in de kust maakte.

### Pompgemaal
Het pompgemaal in Moere werd aangelegd in 1963. Moere ligt immers twee meter onder de zeespiegel en heeft altijd last gehad van wateroverlast. Het pompstation stuwt overtollig water van het Groot Geleed naar het hoofdkanaal, de Moerdijkbeek. Het saneert ca. 3000 ha waterzieke grond. De pompen zijn in staat om een miljoen liter water over een verval van 2,5 meter te pompen in korte tijd.

### Andere
- De witte toren van het Torenhof kan men al van op grote afstand zien. Het Torenhof werd gebouwd in opdracht van Pieter Jacob Questier. In dit historisch gebouw wordt nog steeds koffie gebrand, na achtereenvolgens brouwerij, olieslagerij en kalkbranderij te zijn geweest. Het torenhof is gelegen in de wijk "Moerdijk", vroeger hét economisch centrum van Moere, niet ver van de vroegere woning van  Marvin Gaye en het voormalig station van Moere.
- Op de Provincieweg bevindt zich de historische hoeve "De Musschekouter", naar verluidt stond het jaartal "1612" op het deurtje van de bakoven vermeld. De hoeve wordt reeds beschreven in de ommeloper van Moere van 1707. In de kern is het zeker 18de-eeuws. Tegenwoordig ingericht als vakantiewoningen.
- In Moere bevinden zich twee kastelen. Het kasteel van Moere Le Bon Séjour en het kasteel Le Bon Vouloir. Het eerste werd gebouwd in opdracht van baron Albert de Crombrugghe de Looringhe en is gelegen langs de Beekstraat, te midden een groot park. Er werd aan gebouwd van 1877 tot 1896. Na een dakbrand in 1937 op de derde verdieping werd het kasteel hersteld, maar met een verdieping minder.

## Natuur en landschap
Moere ligt ten zuiden van een dekzandrug welke de feitelijke grens tussen de polders en Zandig Vlaanderen vormt. Het gebied van Moere werd echter in de 4e eeuw overstroomd en vanaf de 12e eeuw geleidelijk ingepolderd, waarbij de Moere-Blotepolder en de Moere-Nieuwlandpolder ontstonden. De hoogte bedraagt ongeveer 2,5 meter, wat lager is dan de dekzandrug. Ten zuiden van Moere bevindt zich weer een zandiger gebied.
Het poldergebied van Moere wordt doorsneden door waterlopen als het Pieter Dullaertgeleed, het Peter Evensgeleed en het Stokerijgeleed. In het zuiden loopt de Moerdijkbeek.

## Verkeer

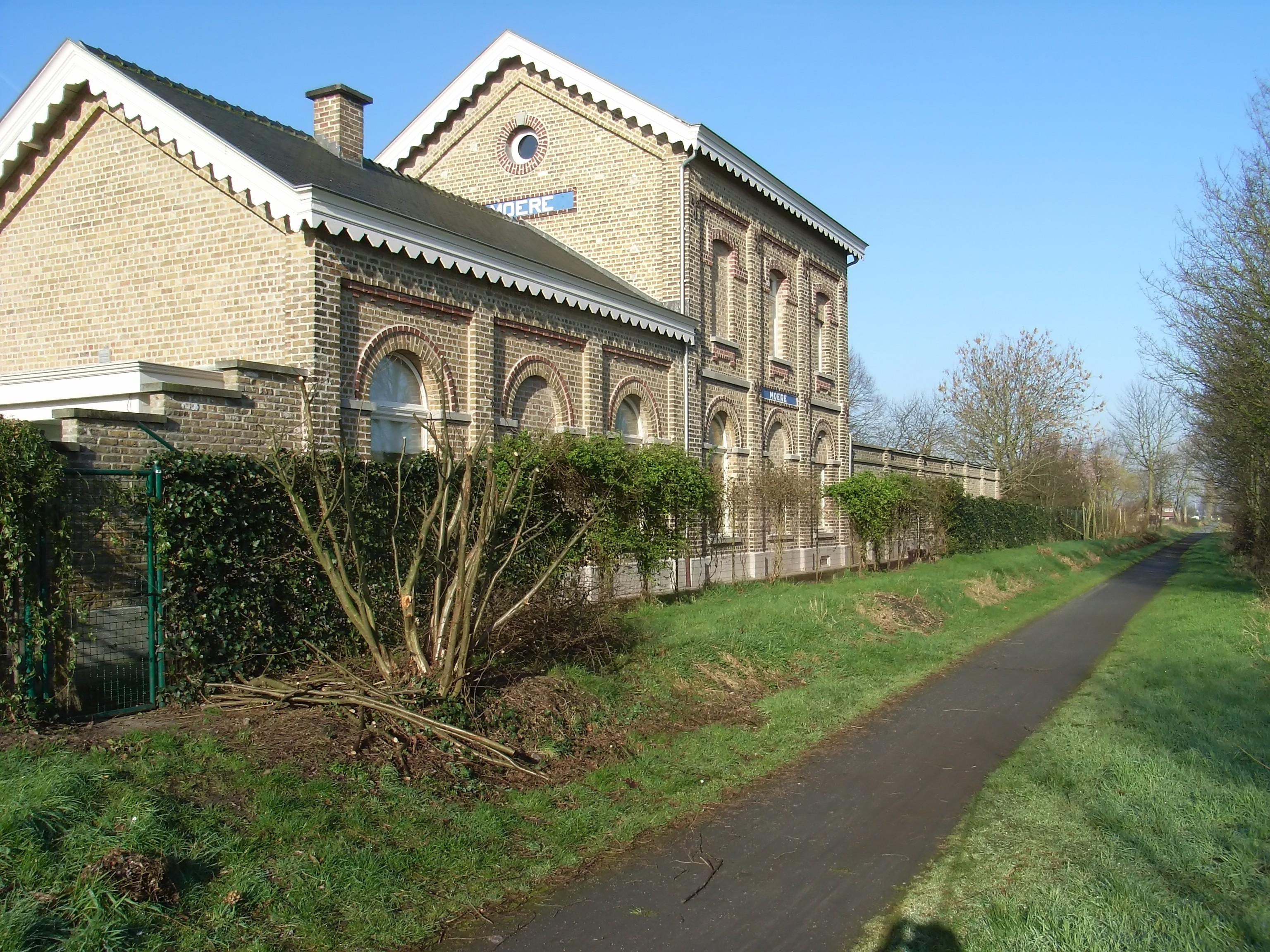
Station van Moere

Over het grondgebied van Moere loopt de steenweg Oostende-Torhout (Torhoutsebaan), een paar kilometer ten oosten van het dorpscentrum. Hierlangs ligt het gehuchtje Moerdijk, op de grens met Eernegem. Door het dorpscentrum loopt de Provincieweg, die het centrum verbindt met de Torhoutsebaan ter hoogte van de Moerdijk.
Moere had vroeger een station langs spoorlijn 62, de lijn tussen Torhout en Oostende. Het station bevond zich aan de Moerdijkstraat, ten oosten van het dorpscentrum. Het werd officieel in gebruik genomen in 1868 en werd gebruikt als station tot 1963, toen het treinverkeer werd opgeheven. Elke drie kilometer stond er een station langs het traject. Van de stations in Wijnendale, Ichtegem, Eernegem, Moere, Gistel en Snaaskerke is dat van Moere het enige dat in zijn oorspronkelijke staat werd behouden. In 2002 werd het beschermd als monument.

## Bekende inwoners
- In de Sint-Niklaaskerk droeg priester Alfons Vanhee (1846-1903) zijn laatste missen op. Hij was de eerste hoofdredacteur van de volksalmanak voor Vlaanderen 't Manneke uit de Mane. Het bekende "manneke" dat het voorblad van de almanak sierde, vindt men in Moere vandaag nog altijd terug in de vorm van een beeld. Dit beeld staat in de A. Vanheestraat. Verder schreef Vanhee nog andere humoristische vertellingen. Hij was een volgeling van Gezelle en een van de 20 Vlaamse koppen van Verriest. Alfons Vanhee stierf hier in 1903. Hij werd begraven op het kerkhof van Moere aan de oostelijke ingang van de kerk.
- De Amerikaanse zanger  Marvin Gaye heeft een tijdje in Moere, bij kunstenaar Charles Dumolin in een statige 19de-eeuwse villa langs de Moerdijkvaart, gewoond. Toen hij hier strandde vanuit Londen was Gaye berooid, drugs- en seksverslaafd. De teksten en muziek van het internationaal succesvolle Sexual Healing en Midnight Love werden hier geschreven. Gaye's vriend Curtis Shaw, die tevens zijn advocaat was beschrijft zijn Moerse periode als "The best thing that ever happened to Marvin". Gaye vierde zijn comeback in 1982 immers met een Grammy Award.
- Mgr. Johan Bonny, bisschop van Antwerpen (2009)
- Mgr. Koen Vanhoutte, president Grootseminarie Brugge, diocesaan administrator bisdom Brugge, hulpbisschop in het aartsbisdom Mechelen-Brussel.
- Pieter Aernoudt s.j., religieus ascetisch schrijver.

## Trivia
- In Moere is de fanfare "Koninklijke Fanfare de Orpheonisten" actief, die gesticht werd in 1862.
- In Moere wordt een jaarlijkse kermis gehouden, nl. "Moere Kermesse".
- Moere had een Stripotheek met ruim 6500 strips. Je vond er reeksen zoals: Jommeke, Suske en Wiske, Urbanus, De Kiekeboes, G.Raf Zerk, Garfield, De Rode Ridder, F.C. de kampioenen.
- Moere heeft ook een eigen jeugdbeweging "vzw +13 Moere"
- Moere heeft een jeugdhuis genaamd Jeugdforum vzw, gesticht in 1966 en het eerste Vlaamse jeugdhuis die de koninklijke titel verkreeg ter ere van hun vijftig jarig bestaan in 2016.

## Nabijgelegen kernen
Koekelare, Eernegem, Gistel, Zande, Zevekote